# Hilitotao
Hilitotao is een bestuurslaag in het regentschap Nias Selatan van de provincie Noord-Sumatra, Indonesië. Hilitotao telt 1031 inwoners (volkstelling 2010).